# Netelia terebrica
Netelia terebrica är en stekelart som beskrevs av Nikam 1973. Netelia terebrica ingår i släktet Netelia och familjen brokparasitsteklar. Inga underarter finns listade i Catalogue of Life.